# Снигирёв, Алексей Анатольевич
Алексей Анатольевич Снигирёв (19 января 1968, Псков, РСФСР, СССР) — советский и российский футболист, нападающий.

## Карьера
Воспитанник псковского «Машиностроителя», за который и начал выступать в 1985 году. В 1986—1988 играл за рязанский клуб «Сапфир»/«Торпедо», в 1989 вернулся в «Машиностроитель». За сезон в псковском клубе забил 8 мячей. Хорошо себя проявил в товарищеском матче с командой Высшей лиги московским «Динамо»: забил гол и произвёл впечатление на тренера москвичей Анатолия Бышовца, результатом чего стало приглашение в столичный клуб.
В 1989—1991 был в московском «Динамо», но за главную команду провёл только один матч и закончил сезон-1991 в первой лиге в тюменском «Геологе».
В 1992—1993 выступал за украинский «Верес» Ровно, затем вернулся в Россию, где провёл три матча в 1993 году в высшей лиге за «КАМАЗ», сезон окончил в московском «Интерросе». В клубе, сменившем название на «Техинвест-М» Московский, а затем на «Московский-Селятино» провёл следующие два года.
В 1995 году перешёл в московский «Локомотив». В первом же матче забил победный гол в матче с «Динамо-Газовиком». В 1997 году потерял место в основном составе. В дальнейшем играл за различные российские клубы низших лиг, белорусский «Неман» (Гродно) (2003—2004). В последнее время играл за российские любительские клубы «Троицк» (Троицк), «Сенеж» (Солнечногорск).

## Достижения
- Серебряный призёр чемпионата России: 1995
- Обладатель Кубка России: 1996
- В 1998 году с 32 мячами стал лучшим бомбардиром второго дивизиона[6].
- В 2004 году стал лучшим бомбардиром ЛФК «Троицк-2001»[7].